# NGC 3929
NGC 3929 is een elliptisch sterrenstelsel in het sterrenbeeld Leeuw. Het hemelobject werd op 4 december 1861 ontdekt door de Duits-Deense astronoom Heinrich Louis d'Arrest.

## Synoniemen
- UGC 6832
- MCG 4-28-76
- ZWG 127.80
- NPM1G +21.0315
- PGC 37126